# Niall McGinn
Pour les articles homonymes, voir McGinn.
Niall McGinn, né le 20 juillet 1987 à Dungannon, est un footballeur nord-irlandais. Il est milieu de terrain à Greenock Morton FC en prêt de Glentoran FC.

## Biographie

### En club
Lors de la saison 2009-2010, il participe à la phase de groupe de la Ligue Europa avec le Celtic (cinq matchs joués).
Le 8 juillet 2011, après avoir signé une prolongation d'un an de son contrat au Celtic, McGinn est prêté pour une saison à Brentford, qui évolue en troisième division anglaise.
Lors de la saison 2012-2013, il se met en évidence avec le club d'Aberdeen, en inscrivant un total de 18 buts en championnat. Il est notamment l'auteur d'un triplé le 29 décembre 2012, sur la pelouse du Dundee FC (victoire 1-3).
Le 4 juillet 2017, il rejoint le club sud-coréen du Gwangju FC.
Le 28 décembre 2017, il rejoint de nouveau l'Aberdeen FC.
Le 24 janvier 2022, il rejoint Dundee.

### En équipe nationale
Niall McGinn reçoit sa première sélection en équipe d'Irlande du Nord le 19 novembre 2008, en amical contre la Hongrie (victoire 0-2 à Belfast). Il inscrit son premier but le 16 octobre 2012, contre le Portugal. Ce match nul (1-1) rentre dans le cadre des éliminatoires du mondial 2014. 
Le 7 septembre 2014, il marque son deuxième but, face à la Hongrie. Ce match perdu 1-2 rentre dans le cadre des éliminatoires de l'Euro 2016. Il est ensuite retenu par le sélectionneur Michael O'Neill afin de participer à la phase finale de l'Euro 2016 organisée en France. Lors de cette compétition, il joue trois matchs. Il se met en évidence en inscrivant un but en phase de poule face à l'Ukraine (victoire 2-0). L'Irlande s'incline en huitièmes de finale face au Pays de Galles.
Le 15 novembre 2016, il officie pour la première fois comme capitaine de la sélection, lors d'une rencontre amicale face à la Croatie. Le 21 mars 2019, il marque un quatrième but, contre l'Estonie. Le 8 octobre 2020, il inscrit son cinquième but, face à la Bosnie-Herzégovine.

## Palmarès
Derry City
- Coupe de la Ligue
  - Vainqueur (1) : 2008

 Celtic Glasgow
- Coupe de la Ligue
  - Vainqueur (1) : 2009
  - Finaliste : 2016

 Aberdeen
- Championnat d'Écosse
  - Vice-champion (1) : 2016
- Coupe d'Écosse
  - Finaliste (1) : 2017
- Coupe de la Ligue écossaise
  - Finaliste (1) : 2018

### Personnel
- Membre de l'équipe-type de Scottish Premier League en 2013